# Bršćak
Koordinati:   44°10′54″N, 14°51′19″E
Bršćak je majhen nenaseljen otoček v Jadranskem morju, ki pripada Hrvaški.
Brščak leži med rtom Barijo na skrajnem severseverozahodu Dugega otoka in otočkom Golac, od katerega je oddaljen 0,5 km. Njegova površina meri 0,189 km². Dolžina obalnega pasu je 2,07 km. Najvišji vrh otočka je visok 37 mnm. Severovzhodno (0,2 km) od Bršćaka se na globini treh metrov nahajajo podvodne čeri.